# Torčec
Torčec – wieś w Chorwacji, w żupanii kopriwnicko-kriżewczyńskiej, w gminie Drnje. W 2011 roku liczyła 621 mieszkańców.